# Cartoonito
Pour les articles homonymes, voir Cartoonito (homonymie).
Cartoonito est une branche télévisée dirigée par Warner Bros. Discovery pour les pré-scolaires.
Lancée en 2006 au Royaume-Uni, il est étendu à toute l'Europe, au Moyen-Orient et en Afrique en 2011. Il est lancé sous forme de chaîne de télévision en Italie et en Espagne, ainsi que sous forme de programme télévisé diffusé sur Boomerang sur les autres territoires. En France, le bloc est diffusé sur Boing.
Cartoonito est disponible sous forme de chaîne spéciale en Asie, dirigée par Turner Broadcasting System Asia Pacific, Inc. La branche cible une jeune audience pré-scolaire âgée de moins de 6 ans.
Entre 2013 et 2014, Cartoonito est retiré (sauf en Italie et au Royaume-Uni), Boomerang se recentrant sur les pré-scolaires.
Selon le site de Boomerang, « Cartoonito est dédié aux enfants d'âge pré-scolaire pour les aider à voir le monde d'une manière imaginative et amusante. Le contenu divertissant diffusé sur Cartoonito permet aux enfants de se sentir calme et découvrir le monde en jouant. »

## Histoire
Cartoonito est à l'origine un programme télévisée diffusé sur Cartoon Network TOO entre 6 h et 15 h. Il est lancé le 4 septembre 2006 jusqu'au 23 mai 2007, alors qu'il devient sa propre chaîne de télévision indépendante tout en remplaçant la version originale de Cartoon Network Too. CN Too ayant été déplacé sur le canal de Toonami, le programme devenu chaîne étend ses horaires de diffusion de 3 h à 19 h. Le 25 mars 2010, Cartoonito est ajouté à Virgin Media sur la chaîne 706. Début 2011, Cartoonito change ses horaires de diffusion de 4 h jusqu'à 20 h.

## Diffusions internationales
Turner Broadcasting System Europe annonce son intention d'étendre ses ondes du Royaume-Uni jusqu'en Europe, au Moyen-Orient et en Afrique, et sera désormais diffusées sur 112 territoires.
À la rentrée 2011, Cartoonito devient donc diffusé dans toute l'Europe sur Boomerang, sauf en Espagne où Boomerang devient Cartoonito, et en France où le bloc de programmation est sur Boing. En Italie, elle est lancée le 22 août 2011 sur la TNT italienne et comme Boing elle appartient aussi à Mediaset.
Le 1er décembre 2012, Cartoonito est lancé en Asie du Sud en remplacement de Boomerang. La chaîne est de nouveau remplacée par Boomerang le 1er janvier 2015. Il est également lancé au Japon le 1er avril 2013 en tant que programme sur Cartoon Network, et le 30 juin 2013 en Inde et au Pakistan.
En France, les horaires de diffusion de l'émission se réduisent fortement dès la rentrée 2012[réf. nécessaire] et est diffusé pour la dernière fois le 5 juillet 2013.
La version espagnole de la chaîne s'arrête le 30 juin 2013. Cartoonito reste diffusé sur Boomerang en Europe et en Afrique jusqu'au 1er janvier 2014, cette dernière intégrant sa programmation.
Le 3 avril 2023, la version française de Cartoonito remplacera la chaîne Boing. 

## Identité visuelle

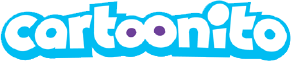
Logo de Cartoonito (R-U) de 2006 à 2022
Logo de Cartoonito (R-U) depuis le 1er février 2022